# APIC
APIC, acrònim en anglès d'Advanced Programmable Interrupt Controller.
És un controlador d'interrupcions, incorporat a la placa base i dissenyat per al multiprocés, concretament per a poder incorporar múltiples microprocessadors a la placa base. Proporciona capacitat multiprocés, més IRQ i maneig més ràpid de les interrupcions. Algunes plaques base suporten "Local APIC" a pesar de ser plaques monoprocesador. L'avantatge és un millor (i més ràpid) maneig dels IRQ.